# Better Call Saul (6.ª temporada)
A sexta temporada da série de televisão da AMC, Better Call Saul, estreou no dia 18 de abril de 2022 nos Estados Unidos. É a última temporada e consistiu em 13 episódios, divididos em duas partes. A segunda metade da temporada estreou em 11 de julho de 2022. A temporada também é transmitida no AMC+ nos EUA e na Netflix internacionalmente.
Better Call Saul é um spin-off de Breaking Bad criado por Vince Gilligan e Peter Gould. Bob Odenkirk (Jimmy McGill / Saul Goodman), Jonathan Banks (Mike Ehrmantraut), Rhea Seehorn (Kim Wexler), Patrick Fabian (Howard Hamlin), Michael Mando (Nacho Varga), Tony Dalton (Lalo Salamanca) e Giancarlo Esposito (Gus Fring) repetem seus papéis das temporadas anteriores.

## Produção

### Desenvolvimento
Em janeiro de 2020, a AMC renovou com a série para uma sexta temporada. Peter Gould e os representantes da AMC confirmaram que será a última da série e consistirá de 13 episódios, em contraste com as temporadas anteriores que continham 10 episódios. Com isso, a série chega a 63 episódios, um a mais que seu spin-off Breaking Bad.  Gould disse que inicialmente duvidava se poderia fazer 13 episódios porque a contagem de 10 episódios das temporadas anteriores mostrou-se fisicamente desgastante para ele, mas o produtor executivo e escritor Thomas Schnauz o convenceu para ir adiante.

### Roteiro
Em fevereiro de 2020, Gould sugeriu que a sexta temporada exploraria mais os flashforwards de Saul Goodman como Gene Takavic do que as temporadas anteriores. Em abril de 2020 o roteiro para a temporada já havia começado. Gould não queria que a temporada fosse anticlímax, então, para entregar uma conclusão satisfatória para Better Call Saul, ele trouxe o co-criador Vince Gilligan, não estava envolvido na sala dos roteiristas desde o início da terceira temporada, para participar do roteiro "por uma boa parte da temporada". Em dezembro de 2020, o roteiro ainda não estava completo, com Gould dizendo que os escritores se comunicavam através do Zoom Meetings, em vez de se encontrarem pessoalmente.

### Filmagens
Em abril de 2020, os atores Michael Mando e Tony Dalton afirmaram que as filmagens estavam programadas para começar em setembro, mas ambos não tinham certeza se seriam adiadas devido à pandemia de COVID-19. As filmagens deram início em 10 de março no Novo México. A produção estava prevista para durar cerca de oito meses, mas as filmagens terminaram após onze meses em 9 de fevereiro de 2022.
Em 27 de julho de 2021, Odenkirk passou mal durante o set e foi levado às pressas para um hospital próximo. Seus representantes disseram no dia seguinte que ele havia sofrido um incidente relacionado ao coração, mas estava em condição estável. Odenkirk confirmou posteriormente que sofreu um ataque cardíaco, mas foi tratado sem cirurgia. Ele planejou fazer uma pequena pausa nas filmagens, exigindo que a produção fizesse algumas adaptações no cronograma. Odenkirk  confirmou no início de setembro de 2021 que estava de volta às filmagens.

### Lançamento
A temporada foi lançada em duas etapas. A primeira parte foi ao ar a partir de 18 de abril, enquanto os seis episódios finais foram lançados em julho. O motivo da separação é nomear cada metade da temporada para diferentes cerimônias do Emmy Awards, já que a primeira metade seria elegível para o 74º Primetime Emmy Awards em 2022, enquanto a elegibilidade para a cerimônia do próximo ano começa em junho. Em alguns países, como as temporadas anteriores, a sexta temporada foi lançada na Netflix, com episódios disponíveis no dia seguinte à transmissão dos episódios pela AMC.

## Elenco e personagens

### Principal
- Bob Odenkirk como Jimmy McGill/Saul Goodman, um advogado de defesa criminal atuando sob o nome de Saul Goodman, e marido de Kim Wexler. No presente, gerencia uma loja em Omaha sob o pseudônimo de Gene Takavic.[17]
- Jonathan Banks como Mike Ehrmantraut, um empregado na empresa de Gus Fring.[18]
- Rhea Seehorn como Kim Wexler, advogada e esposa de Jimmy.[19]
- Patrick Fabian como Howard Hamlin, sócio-gerente do escritório hamlin, Hamlin & McGill.[20]
- Michael Mando como Ignacio "Nacho" Varga, um membro da organização Salamanca que supervisiona operações diárias em Albuquerque.[21]
- Tony Dalton como Lalo Salamanca, chefe interino da família Salamanca e operador do Cartel Juárez de Don Eladio.[20]
- Giancarlo Esposito como Gustavo Fring, um distribuidor de narcóticos de Albuquerque para o Cartel juárez que usa sua franquia Los Pollos Hermanos como fachada.[20]

### Recorrente
- Mark Margolis como Hector Salamanca, um outrora traficante de drogas e executor do cartel que sofreu um derrame e é incapaz de andar ou falar.[22]
- Daniel e Luis Moncada como Leonel e Marco Salamanca, gêmeos que trabalham para o Cartel juárez.[22]
- Ed Begley Jr. como Clifford Main, sócio fundador da Davis & Main Attorneys at Law.[22]
- Ray Campbell como Tyrus Kitt, um dos subordinados de Gus.[22]
- Javier Grajeda como Juan Bolsa, um subchefe do cartel de drogas de Juarez.
- Jeremias Bitsui como Victor, um dos subordinados de Gus.
- Carol Burnett como Marion, mãe de Jeff.[23]

### Convidados
- Julie Ann Emery como Betsy Kettleman e Jeremy Shamos como Craig Kettleman, um casal que Jimmy, e mais tarde Kim representou durante um caso de desfalque, e que tentou extorquir Jimmy. Desde que Craig saiu da prisão, eles têm operado um serviço de preparação fiscal obscuro.
- Jessie Ennis como Erin Brill, advogada da Davis & Main.
- Rex Linn como Kevin Wachtell, CEO do Mesa Verde Bank & Trust.
- Lavell Crawford como Huell Babineaux, batedor profissional e guarda-costas de Jimmy.
- Juan Carlos Cantu como Manuel Varga, pai de Nacho, dono de uma loja de estofados.
- Julie Pearl como promotora assistente Suzanne Ericsen.
- Tina Parker como Francesca Liddy, secretária de Saul.
- Bryan Cranston como Walter White, um professor de química de meia-idade que, durante os eventos de Breaking Bad, se envolve com o tráfico de drogas e se junta a Saul para ajudar a lavar seu dinheiro.[24]
- Aaron Paul como Jesse Pinkman, um ex-aluno de Walter que trabalha com ele na produção de metanfetamina.[24]

## Episódios
| Parte 1 |    |                                                        |                    |                               |                      |      |
| 51      | 1  | "Wine and Roses" "(Vinho e rosas)" (BR)                | Michael Morris     | Peter Gould                   | 18 de abril de 2022  | 1,42 |
| 52      | 2  | "Carrot and Stick" "(Morde e assopra)" (BR)            | Vince Gilligan     | Thomas Schnauz & Ariel Levine | 18 de abril de 2022  | 1,16 |
| 53      | 3  | "Rock and Hard Place" "(Entre a cruz e a espada)" (BR) | Gordon Smith       | Gordon Smith                  | 25 de abril de 2022  | 1,16 |
| 54      | 4  | "Hit and Run" "(Atropelamento com fuga)" (BR)          | Rhea Seehorn       | Ann Cherkis                   | 2 de maio de 2022    | 1,16 |
| 55      | 5  | "Black and Blue" "(Machucados)" (BR)                   | Melissa Bernstein  | Alison Tatlock                | 9 de maio de 2022    | 1,22 |
| 56      | 6  | "Axe and Grind" "(Segundas intenções)" (BR)            | Giancarlo Esposito | Ariel Levine                  | 16 de maio de 2022   | 1,13 |
| 57      | 7  | "Plan and Execution" "(Plano e execução)" (BR)         | Thomas Schnauz     | Thomas Schnauz                | 23 de maio de 2022   | 1,19 |
| Parte 2 |    |                                                        |                    |                               |                      |      |
| 58      | 8  | "Point and Shoot" "(Mirar e atirar)" (BR)              | Vince Gillingan    | Gordon Smith                  | 11 de julho de 2022  | 1,16 |
| 59      | 9  | "Fun and Games" "(Jogos e diversão)" (BR)              | Michael Morris     | Ann Cherkis                   | 18 de julho de 2022  | 1,22 |
| 60      | 10 | "Nippy" "(Nippy)" (BR)                                 | Michelle MacLaren  | Alison Tatlock                | 25 de julho de 2022  | 1,20 |
| 61      | 11 | "Breaking Bad" "(Breaking bad)" (BR)                   | Thomas Schnauz     | Thomas Schnauz                | 1 de agosto de 2022  | 1,34 |
| 62      | 12 | "Waterworks" "(Lágrimas)" (BR)                         | Vince Gilligan     | Vince Gilligan                | 8 de agosto de 2022  | 1,32 |
| 63      | 13 | "Saul Gone" "(A saída de Saul)" (BR)                   | Peter Gould        | Peter Gould                   | 15 de agosto de 2022 | 1,80 |

## Recepção
A sexta temporada de Better Call Saul recebeu aclamação da crítica. No Rotten Tomatoes, a temporada recebeu o certificado Fresh com 99% de aprovação após 140 avaliações, sendo 139 positivas e 1 negativa, com a nota média de 9,2/10. Segundo o consenso crítico do site “‎Better Call Saul‎‎ permanece tão magistralmente no controle quanto Jimmy McGill continua insistindo que está nessa temporada final, onde anos de narrativa ferventes chegam a uma ebulição cintilante.”
| - 6º temporada (2022): Porcentagem de avaliações positivas rastreadas pelo site Rotten Tomatoes | |
|                                                                                                 | Esta página contém um gráfico que utiliza a extensão <graph>. A extensão está temporariamente indisponível e será reativada quando possível. Para mais informações, consulte o ticket T334940. |

No Metacritic, a temporada tem uma pontuação de 94/100 com base em 20 críticos, indicando "aclamação universal".

## Indicações
A primeira parte da temporada recebeu indicações ao Emmy do Primetime de 2022, nas categorias de melhor série de drama, melhor ator em série dramática, com Bob Odenkirki, melhor atriz coadjuvante em série dramática, com Rhea Seehorn, e melhor roteiro em série dramática, pelo episódio Plan and Execution.